# Rijswijk (Gueldre)
Pour les articles homonymes, voir Rijswijk (homonymie).
Rijswijk est un village appartenant à la commune néerlandaise de Buren. Le 1er janvier 2006, le village comptait 650 habitants.